# بدن‌ها (ترانه درونینگ پول)
«بدن‌ها» (به انگلیسی: Bodies) ترانه‌ای از گروه متال درونینگ پول و اولین تک‌آهنگ از اولین آلبوم استودیویی آن‌ها به‌نام گناهکار است که در سال ۲۰۰۱ منتشر شد.
نسخهٔ اولیهٔ این ترانه پیش‌تر در ئی‌پی قطعاتی از هیچ (۲۰۰۰) منتشر شده‌بود. در آن نسخه اشعار قسمت بریج ترانه حذف شده‌اند و به‌جایشان حجم قابل توجهی جیغ شنیده می‌شود. این ترانه دربارهٔ رقص ماشینگ است (که ممکن است یک کار خشونت‌آمیز به‌نظر برسد) اما قطعه‌ای برای تجلیل از خشونت نیست. «بدن‌ها» در مورد بیماری‌های روانی هم نیست اما در موزیک ویدئوی آن یک مرد در بیمارستان روانی دیده می‌شود.
رولینگ استون از «بدن‌ها» به‌عنوان بهترین لحظهٔ درونینگ پول در آلبوم گناهکار یاد کرده‌است. وبسایت لاودوایر هم در سال ۲۰۱۲ و در گزینش ۵۰ ترانهٔ هارد راک برتر قرن بیست و یکم، «بدن‌ها» را در ردهٔ ۲۹ فهرستش قرار داده‌است.
در سال ۲۰۰۹ کمیته نیروهای مسلح سنای ایالات متحده در مورد استفاده از موسیقی برای شکنجهٔ زندانیان گوانتانامو گزارشی منتشر کرد که بر اساس آن در ژوئیه ۲۰۰۳ بازجوها به‌قصد وارد کردن فشار روانی به یک زندانی به نام محمدو ولد صلاحی ۱۰ روز پیاپی ترانهٔ «بدن‌ها» را برای او پخش می‌کرده‌اند.

## موقعیت در جدول‌های فروش موسیقی
| چارت (۲۰۰۱)                          | جایگاه |
| ------------------------------------ | ------ |
| جدول تک‌آهنگ‌ها و آلبوم‌های اسکاتلند    | ۳۳     |
| جدول تک‌آهنگ‌های بریتانیا              | ۳۴     |
| جدول راک بریتانیا                    | ۳      |
| ترانه‌های آلترنتیو مجلهٔ بیلبورد       | ۱۲     |
| ترانه‌های راک جریان اصلی مجلهٔ بیلبورد | ۶      |